# نايدي فرشيو
نايدي فرشيو، ولدت سنة1945 وتوفيت في يوليو 2013، مؤرخة ومتخصّصة في علم النقائش وعالمة آثار تونسية متخصصة في الهندسة المعمارية والمناظر العمرانية البونية والرومانية من شمال أفريقيا.

## السيرة الذاتية
حصلت نايدي عام 1968 على شهادة المرحلة الثالثة من جامعة تونس، بتقديم أطروحة عن الأضرحة في منطقة مكثر التونسية. سنة 1972، قدمت أطروحة الدكتوراه في جامعة السوربون حيث كانت أطروحتها بعنوان العمارة الرومانية في تلول تونس: بحث حول وتيرة الوحدات الزخرفية في مختلف الأنماط التزويقية. أنهت التدريب الأكاديمي سنة1985، بتقديم أطروحة في كلية الآداب في آكس أون بروفانس بعنوان تطور الزخرفة المعمارية في أفريقيا من أواخر قرطاج إلى أنطونيوس تحت إشراف بير جروس وبمشاركة بعض المتخصصين في مجال تاريخ العمارة مثل بول ألبرت، ورينيه جينوفس، وجيلبرت شارل بيكار وفريدريش راكوب.
قامت بعدد الدراسات حول الموقع الأثري بمكثر ومعبد المياه في زغوان. كانت عضو في معهد الآثار الألماني، وباحثة مشاركة في المركز الوطني الفرنسي للبحث العلمي (CNRS)، كما كانت مديرة أبحاث ثم مديرة أبحاث شرفية في المعهد الوطني للتراث وأستاذة مسؤولة عن دروس العمارة القديمة في جامعة تونس.
وقد نشرت أكثر من مائة مادة أكاديمية في المجلات المتخصصة بالغة الفرنسية، والإنجليزية ووالإيطالية. كما ألّفت مسرحية مستوحاة من النصوص القديمة ترسم صورة لأهم الشخصيات السياسية في عهد يوليوس قيصر ثم تسعى لفهم شخصياتهم.

## المنشورات الرئيسية
- العمارة الرومانية في تونس: الإيقاعات الزخرفية في التل التونسي، نشر المعهد الوطني للآثار والفنون، تونس، 1975.
- تطور الزخرفة المعمارية في أفريقيا من قرطاج إلى أنطونيوس: الهلينية في أفريقيا، انحداره، الطفرات وانتصار الفن الرومانو-الأفريقي. لويس جان للنشر، باريس، 1989.
- ظلال قرطاجية، الهرمتان للنشر، باريس، 1993.
- أغنية الحوريات: القنوات ومعبد المياه في زغوان إلى قرطاج، نيرفانا للنشر، تونس 2008.
- وفاة قيصر، نشر نيرفانا، تونس، 2013.

## وصلات خارجية
- «اختفاء: Naïdé Ferchiou, شخصية رئيسية في علم الآثار من تونس», قادة, 17 يوليو، 2013
- [doc] ببليوغرافيا Naïdé Ferchiou (ببليوغرافيا المغرب العربي القديمة والعصور الوسطى)